# Liste der Kulturdenkmale in Sachsen
In der Liste der Kulturdenkmale in Sachsen sind die Kulturdenkmale in Sachsen aufgelistet. Grundlage der Einzellisten sind die in den jeweiligen Listen angegebenen Quellen. Die Angaben in den einzelnen Listen ersetzen nicht die rechtsverbindliche Auskunft der zuständigen Denkmalschutzbehörde.

## Aufteilung
Wegen der großen Anzahl von Kulturdenkmalen in Sachsen ist diese Liste in Teillisten aufgeteilt, sortiert nach den drei kreisfreien Städten und den zehn Landkreisen. Im Anschluss werden die 418 Städte- und Gemeindelisten (Stand: 1. Januar 2023) alphabetisch sortiert dargestellt.
Siehe auch: Liste der Denkmalschutzgebiete in Sachsen

### Sortierung nach Städten und Gemeinden

#### A
Adorf/Vogtl. |
Altenberg |
Altmittweida |
Amtsberg |
Annaberg-Buchholz |
Arnsdorf |
Arzberg |
Aue-Bad Schlema |
Auerbach |
Auerbach/Vogtl. |
Augustusburg

#### B
Bad Brambach |
Bad Düben |
Bad Elster |
Bad Gottleuba-Berggießhübel |
Bad Lausick |
Bad Muskau (Mužakow) |
Bad Schandau |
Bahretal |
Bannewitz |
Bärenstein |
Bautzen |
Beiersdorf |
Beilrode |
Belgern-Schildau |
Belgershain |
Bennewitz |
Bergen |
Bernsdorf |
Bernsdorf |
Bernstadt a. d. Eigen |
Bertsdorf-Hörnitz |
Bischofswerda |
Bobritzsch-Hilbersdorf |
Bockau |
Böhlen |
Borna |
Börnichen/Erzgeb. |
Borsdorf |
Bösenbrunn |
Boxberg/O.L. (Hamor) |
Brand-Erbisdorf |
Brandis |
Breitenbrunn/Erzgeb. |
Burgstädt |
Burkau |
Burkhardtsdorf

#### C
Callenberg |
Cavertitz |
Chemnitz |
Claußnitz |
Colditz |
Coswig |
Crimmitschau |
Crinitzberg |
Crostwitz |
Crottendorf |
Cunewalde

#### D
Dahlen |
Delitzsch |
Demitz-Thumitz |
Dennheritz |
Deutschneudorf |
Diera-Zehren |
Dippoldiswalde |
Döbeln |
Doberschau-Gaußig |
Doberschütz |
Dohma |
Dohna |
Dommitzsch |
Dorfchemnitz |
Dorfhain |
Drebach |
Dreiheide |
Dresden |
Dürrhennersdorf |
Dürrröhrsdorf-Dittersbach

#### E
Ebersbach |
Ebersbach-Neugersdorf |
Ehrenfriedersdorf |
Eibenstock |
Eichigt |
Eilenburg |
Ellefeld |
Elsnig |
Elsterberg |
Elsterheide |
Elstertrebnitz |
Elstra |
Elterlein |
Eppendorf |
Erlau

#### F
Falkenstein/Vogtl. |
Flöha |
Frankenberg/Sa. |
Frankenthal |
Frauenstein |
Fraureuth |
Freiberg |
Freital |
Frohburg

#### G
Gablenz (Jabłońc) |
Geithain |
Gelenau/Erzgeb. |
Geringswalde |
Gersdorf |
Geyer |
Glashütte |
Glaubitz |
Glauchau |
Göda |
Gohrisch |
Görlitz |
Gornau/Erzgeb. |
Gornsdorf |
Grimma |
Gröditz |
Groitzsch |
Groß Düben (Dźěwin) |
Großdubrau |
Großenhain |
Großharthau |
Großhartmannsdorf |
Großnaundorf |
Großolbersdorf |
Großpösna |
Großpostwitz/O.L. |
Großröhrsdorf |
Großrückerswalde |
Großschirma |
Großschönau |
Großschweidnitz |
Großweitzschen |
Grünbach |
Grünhain-Beierfeld |
Grünhainichen

#### H
Hähnichen |
Hainewalde |
Hainichen |
Halsbrücke |
Hartenstein |
Hartha |
Hartmannsdorf |
Hartmannsdorf bei Kirchberg |
Hartmannsdorf-Reichenau |
Haselbachtal |
Heidenau |
Heidersdorf |
Heinsdorfergrund |
Hermsdorf/Erzgeb. |
Herrnhut |
Hirschfeld |
Hirschstein |
Hochkirch |
Hohendubrau (Wysoka Dubrawa) |
Hohenstein-Ernstthal |
Hohndorf |
Hohnstein |
Horka |
Hoyerswerda

#### J
Jahnatal |
Jahnsdorf/Erzgeb. |
Jesewitz |
Johanngeorgenstadt |
Jöhstadt |
Jonsdorf

#### K
Käbschütztal |
Kamenz |
Kirchberg |
Kitzscher |
Klingenberg |
Klingenthal |
Klipphausen |
Kodersdorf |
Königsbrück |
Königsfeld |
Königshain |
Königshain-Wiederau |
Königstein (Sächsische Schweiz) |
Königswalde |
Königswartha |
Kottmar |
Krauschwitz (Krušwica) |
Kreba-Neudorf (Chrjebja-Nowa Wjes) |
Kreischa |
Kriebstein |
Krostitz |
Kubschütz

#### L
Lampertswalde |
Langenbernsdorf |
Langenweißbach |
Laußig |
Laußnitz |
Lauta |
Lauter-Bernsbach |
Lawalde |
Leipzig |
Leisnig |
Lengenfeld |
Leubsdorf |
Leutersdorf |
Lichtenau |
Lichtenberg |
Lichtenberg/Erzgeb. |
Lichtenstein/Sa. |
Lichtentanne |
Liebschützberg |
Liebstadt |
Limbach |
Limbach-Oberfrohna |
Löbau |
Löbnitz |
Lohmen |
Lohsa |
Lommatzsch |
Lossatal |
Lößnitz |
Lugau |
Lunzenau

#### M
Machern |
Malschwitz |
Marienberg |
Markersdorf |
Markkleeberg |
Markneukirchen |
Markranstädt |
Meerane |
Meißen |
Mildenau |
Mittelherwigsdorf |
Mittweida |
Mockrehna |
Moritzburg |
Mücka (Mikow) |
Mügeln |
Müglitztal |
Mühlau |
Mühlental |
Mulda/Sa. |
Muldenhammer |
Mülsen

#### N
Narsdorf |
Naundorf |
Naunhof |
Nebelschütz |
Neißeaue |
Neschwitz |
Netzschkau |
Neuensalz |
Neuhausen/Erzgeb. |
Neukieritzsch |
Neukirch |
Neukirch/Lausitz |
Neukirchen/Erzgeb. |
Neukirchen/Pleiße |
Neumark |
Neusalza-Spremberg |
Neustadt in Sachsen |
Neustadt/Vogtl. |
Niederau |
Niederdorf |
Niederfrohna |
Niederwiesa |
Niederwürschnitz |
Niesky |
Nossen |
Nünchritz

#### O
Obergurig |
Oberlungwitz |
Oberschöna |
Oberwiera |
Oberwiesenthal |
Oderwitz |
Oederan |
Oelsnitz/Erzgeb. |
Oelsnitz/Vogtl. |
Ohorn |
Olbernhau |
Olbersdorf |
Oppach |
Oschatz |
Oßling |
Ostritz |
Ottendorf-Okrilla |
Otterwisch |
Oybin

#### P
Panschwitz-Kuckau |
Parthenstein |
Pausa-Mühltroff |
Pegau |
Penig |
Pirna |
Plauen |
Pockau-Lengefeld |
Pöhl |
Priestewitz |
Pulsnitz |
Puschwitz

#### Q
Quitzdorf am See

#### R
Rabenau |
Räckelwitz |
Rackwitz |
Radeberg |
Radebeul |
Radeburg |
Radibor |
Ralbitz-Rosenthal |
Rammenau |
Raschau-Markersbach |
Rathen |
Rathmannsdorf |
Rechenberg-Bienenmühle |
Regis-Breitingen |
Reichenbach im Vogtland |
Reichenbach/O.L. |
Reinhardtsdorf-Schöna |
Reinsberg |
Reinsdorf |
Remse |
Riesa |
Rietschen (Rěčicy) |
Rochlitz |
Röderaue |
Rodewisch |
Rosenbach |
Rosenbach/Vogtl. |
Rosenthal-Bielatal |
Rossau |
Roßwein |
Rötha |
Rothenburg/O.L.

#### S
Sayda |
Scheibenberg |
Schirgiswalde-Kirschau |
Schkeuditz |
Schleife |
Schlettau |
Schmölln-Putzkau |
Schneeberg |
Schönau-Berzdorf a. d. Eigen |
Schönbach |
Schönberg |
Schöneck/Vogtl. |
Schönfeld |
Schönheide |
Schönwölkau |
Schöpstal |
Schwarzenberg/Erzgeb. |
Schwepnitz |
Sebnitz |
Seelitz |
Sehmatal |
Seiffen/Erzgeb. |
Seifhennersdorf |
Sohland an der Spree |
Spreetal |
St. Egidien |
Stadt Wehlen |
Stauchitz |
Steina |
Steinberg |
Steinigtwolmsdorf |
Stollberg/Erzgeb. |
Stolpen |
Strehla |
Striegistal |
Struppen |
Stützengrün

#### T
Tannenberg |
Taucha |
Taura |
Thalheim/Erzgeb. |
Thallwitz |
Tharandt |
Thermalbad Wiesenbad |
Theuma |
Thiendorf |
Thum |
Tirpersdorf |
Torgau |
Trebendorf (Trjebin) |
Trebsen/Mulde |
Treuen |
Triebel/Vogtl. |
Trossin

#### V
Vierkirchen

#### W
Wachau |
Waldenburg |
Waldheim |
Waldhufen |
Wechselburg |
Weinböhla |
Weischlitz |
Weißenberg |
Weißenborn/Erzgeb. |
Weißkeißel (Wuskidź) |
Weißwasser (Běła Woda) |
Werda |
Werdau |
Wermsdorf |
Wiedemar |
Wildenfels |
Wilkau-Haßlau |
Wilsdruff |
Wilthen |
Wittichenau |
Wolkenstein |
Wülknitz |
Wurzen

#### Z
Zeithain |
Zettlitz |
Zittau |
Zschepplin |
Zschopau |
Zschorlau |
Zwenkau |
Zwickau |
Zwönitz